# Coppa KOVO 2007 (femminile)
La Coppa KOVO di pallavolo femminile 2007 è stata la 2ª edizione della coppa nazionale sudcoreana. Si è svolta dal 28 settembre al 7 ottobre 2007. La vittoria finale è andata per la prima volta al GS Caltex Seoul.

## Regolamento
La competizione prevede che vi prendano parte le 5 squadre partecipanti alla V-League, che si scontrano in un round-robin, al termine del quale le prime due classificate si incontrano in finale.

## Squadre partecipanti
- KT&G Ariels
- GS Caltex
- Pink Spiders
- Korea Expressway
- Hyundai Hillstate

## Competizione

### Round-robin

#### Risultati
| Incontri |                               |       |                            |
|          |                               |       |                            |
| 28-09    | Suwon Hyundai - Seongnam KEC  | 1 - 3 | 23-25, 21-25, 25-16, 21-25 |
| 28-09    | Daejeon KGC - GS Caltex Seoul | 3 - 0 | 25-22, 25-16, 25-19        |
| 29-09    | Incheon HLI - Suwon Hyundai   | 0 - 3 | 18-25, 14-25, 21-25        |
| 01-10    | Incheon HLI - Daejeon KGC     | 0 - 3 | 20-25, 16-25, 15-25        |
| 02-10    | GS Caltex Seoul - Incheon HLI | 3 - 0 | 25-20, 25-13, 25-22        |

| Incontri |                                 |       |                                  |
|          |                                 |       |                                  |
| 02-10    | Daejeon KGC - Suwon Hyundai     | 3 - 2 | 25-21, 25-17, 19-25, 16-25, 15-9 |
| 03-10    | GS Caltex Seoul - Seongnam KEC  | 3 - 0 | 25-22, 25-15, 25-19              |
| 04-10    | Seongnam KEC - Incheon HLI      | 3 - 0 | 25-22, 25-14, 25-18              |
| 05-10    | Suwon Hyundai - GS Caltex Seoul | 0 - 3 | 24-26, 16-25, 18-25              |
| 06-10    | Seongnam KEC - Daejeon KGC      | 3 - 1 | 25-23, 21-25, 26-24, 26-24       |

#### Classifica
| Pos. | Squadra           | Pt | G | V | P | SV | SP | Ratio | PF  | PS  | Ratio |
| ---- | ----------------- | -- | - | - | - | -- | -- | ----- | --- | --- | ----- |
| 1.   | GS Caltex         | 4  | 4 | 3 | 1 | 9  | 3  | 3.000 | 283 | 244 | 1.159 |
| 2.   | KT&G Ariels       | 3  | 4 | 3 | 1 | 10 | 4  | 2.500 | 346 | 303 | 1.141 |
| 3.   | Korea Expressway  | 2  | 4 | 3 | 1 | 9  | 5  | 1.800 | 320 | 315 | 1.015 |
| 4.   | Hyundai Hillstate | 1  | 4 | 1 | 3 | 6  | 9  | 0.666 | 320 | 320 | 1.000 |
| 5.   | Pink Spiders      | 0  | 4 | 0 | 4 | 0  | 12 | 0.000 | 213 | 300 | 0.710 |

### Finale
| 7 ottobre 2007 - ore xx:xx Masan Indoor Stadium, Masan | GS Caltex | 3 - 0 | KT&G Ariels | 25-18, 25-18, 25-17 |

## Premi individuali
| Premio | Giocatrice     | Squadra   |
| ------ | -------------- | --------- |
| MVP    | Jung Dae-young | GS Caltex |